# サーイパー
イラン自動車生産合資会社（イランじどうしゃせいさんごうしがいしゃ、略称：サーイパー、 ペルシア語 : شرکت سهامی ایرانی تولید اتومبیل、略称： سایپا、英 : Société Anonyme Iranienne de Production Automobile、略称：SAIPA）は、イランの自動車メーカー。CEOはAhmad Ghalehbani。

## 概要
1965年設立。シトロエン・ディアーヌのノックダウン（ライセンス）生産から始まった。
初代ルノー・サンク、ルノー・21、キア・プライド（フォード・フェスティバと同じ）のライセンス生産を行った。
サーイパー・プライドは「サーイパー・141」として現在でも生産されている。
サーイパーは、シトロエン・エグザンティアのライセンス生産も行った。キア・リオを韓国から部品を輸入して生産した。
2000年には、ミニバン「701キャラバン」を独自設計で生産開始。2003年にはフェイスリフトを行った。
2000年にパルス・ホドロの株式の51%を取得した。サーイパーの株式の48%はイラン政府が保有している。
シトロエン・C5とシトロエン・C4を輸入し、販売している。ルノー・ロガンとルノー・Tondar 90を子会社のコードロ工業とともに生産している。
サーイパーは、マレーシアのプロトンと サイーパー・プライドを置き換える新しいコンパクトセダンの共同開発に合意した。

## 主な車種
特にブランド名に記述がない限りは現地各ブランドである。
- サーイパーブランド車
  - アリオ(Ario)→衆泰汽車・Z300（前期）
  - 151(ピックアップ)/141(5HBセダン)/132(4ドアセダン)/131(4ドアセダン)/111(5ドアHB)→フォード・フェスティバ 初代
  - キア・セラトー
  - Tiba
  - Tiba2
  - ブリリアンス・H230
  - ブリリアンス・V5
  - SANIA
  - 長安汽車・EADO
  - 長安汽車・CS35

- パルス・ホドロブランド車
  - 日産・ティアナ(エンブレムも日産のままである)
  - ブリリアンス・H320
  - ブリリアンス・H330
  - ルノー・Tondar90
  - ルノー・ParsTondar
  - ルノー・メガーヌ
  - 日産・ムラーノ
  - 日産・ニューピックアップ
  - リッチ(Rich)→日産・ダットサントラック
  - ルノー・コレオス

- Zamyadブランド車
  - 日産･Z(Zamyad)24 →日産・ジュニア
  - Shooka →いすゞ・ロデオ
  - Padra →いすゞ・D-MAX
  - イヴェコ・Azar VAN
  - イヴェコ・Stralis

- サーイパーディーゼルブランド車
  - 東風汽車・T375 Alborz
  - 東風汽車・Kaveh - トラクター、チッパー
  - 東風汽車･D375
  - Alvand
  - 東風汽車･R270
  - 東風汽車･D270
  - ボルボ・FH500
  - ボルボ・FH460

## スポーツ
イラン国内のサッカーリーグの強豪・サイパFCを保有する。日本でもプレーしていたピエール・リトバルスキーが監督を務めたこともある。（2008年8月～11月）